# Biersted (parochie)
Biersted is een parochie van de Deense Volkskerk in de Deense gemeente Jammerbugt. De parochie maakt deel uit van het bisdom Aalborg en telt 3255 kerkleden op een bevolking van 3482 (2004). 
Tot 1970 was de parochie deel van Kær Herred. In dat jaar werd de parochie opgenomen in de nieuw gevormde gemeente Aabybro. Deze ging in 2007 op in de fusiegemeente Jammerbugt.
Aaby · Alstrup · Bejstrup · Biersted · Brovst · Fjerritslev · Gjøl · Gøttrup · Haverslev · Hjortdal · Hune · Ingstrup · Jetsmark · Kettrup · Klim · Koldmose · Kollerup · Langeslund · Lerup · Øland · Øster Svenstrup · Saltum · Skræm · Torslev · Tranum · Vedsted · Vester Hjermitslev · Vester Torup · Vust